# Claude Monlouis
Pour les articles homonymes, voir Monlouis.
Claude Monlouis, né le 25 août 1947, est un comédien, ventriloque, magicien et scénariste français.
Il est le président de l'association L'Heure au spectacle qui promulgue l'art de la marionnette et de la magie.

## Biographie
Après un CAP d’ajusteur, métier qu’il n’exercera jamais, il fait des études d’ingénieur informatique et mène en parallèle ses activités artistiques.
Il entre en 1973 dans la vie active et exerce son métier au sein de la Direction des Constructions Navales et de l’état Major de la Marine. Passionné, dès l’âge de 20 ans, par la ventriloquie et la magie, il gère sa profession d’artiste en parallèle, avant de s’y consacrer à temps plein.
Il fait des tournées et des premières parties de vedettes de la chanson, notamment « Le festival du Rire et de la Chanson » avec Jean-Marie Proslier. Au cours de cette tournée, il est le premier ventriloque à utiliser l'électronique pour animer, à distance, ses marionnettes[réf. nécessaire]. À cette époque il se produit également dans les cabarets parisiens.
En 1981, Dominique Webb lui permet de mettre au point une marionnette de ventriloquie qui réalise des tours de prestidigitation. C'est à cette occasion que la première cassette de magie est réalisée par Carrère vidéo production.
En 1995, il devient le président de l’association L’Heure au Spectacle, association qui a pour but de développer les arts visuels. C'est à partir de cette époque qu'il se consacre à développer les buts de son association.
Après plusieurs années de recherche, il met en 1997 au point un nouveau concept de manipulation de marionnette. C'est une petite pièce de théâtre, dans laquelle la marionnette vit, sans l'aide du marionnettiste. Les professionnels lui attribuent un premier prix, lors du congrès international de magie de l’association des magiciens français (AFAP) à La Baule. Le terme Renouvelle l'art de la ventriloquie est même utilisé par le directeur de la revue de la Prestidigitation.
En 2012, il est encore le premier artiste qui utilise le 3D sur scène[réf. nécessaire]. Il entre dans un dessin animé. Comme au cinéma en relief, les spectateurs ont des lunettes polarisées. L'artiste évolue sur scène, en réel, avec des marionnettes qui passent du réel au virtuel. Après deux années de travail, avec les meilleurs spécialistes mondiaux des films 3D relief, il met au point le Super Dog Show  avec François Wertheimer.
Pprofesseur de magie au sein du Festival DARC à Châteauroux (2013=, il met l'année suivante l’art de la ventriloquie au service du comédien, dans un spectacle classique. Il crée ainsi Les fables de La fontaine à la Comédie Saint-Michel à Paris.
En 2014 la Revue de la Prestidigitation lui consacre, sous la plume de François Wertheimer, un article  sur l'utilisation de la technique 3D relief au théâtre
Il représente les ventriloques en 2015 dans l’émission Profession de voix sur France Bleu et il est interviewé par la journaliste Ingrid Pohu[réf. nécessaire].
En 2017 le spectacle des Fables de La Fontaine est sélectionné dans la rubrique culture du journal Le Parisien, article du 13 septembre 2017
En 2017 son spectacle des Fables de La Fontaine est retenu pour une vidéo, réalisée par Geoffrey Defebvre, à des fins pédagogiques dans le cadre d'un stage professionnel dispensé par l'INA[réf. nécessaire].
En 2020 et 2021 le spectacle des Fables de La Fontaine s'est joué à "Guichet Fermé" au théâtre de l' AKTÉON pour cause COVID
En 2021 reportage sur les ventriloques par FR3 national 
EN 2021 le spectacle des Fables de La Fontaine obtient le Label de la ville de château-Thierry pour les 400 ans de la naissance de Jean de La Fontaine
En 2021 les Editions Montparnasse diffuse un Livre-DVD sur le spectacle des Fables de La Fontaine 
En 2022 les Fables de La Fontaine sont accueillies au théâtre de l'AKTÉON
En 2023 INCROYABLISSIME est créé au Théâtre Darius Milhau
En 2023 une conférence sur l'art de la ventriloquie est présentée à travers la vie du conférencier
En 2024 INCROYABLISSIME est produit au théâtre de l'AKTÉON

## Théâtre

### Pièces créées
- 1993 : Médiévales d’Amérique du Nord, Les Aventures du chevalier du Déclin
- 1995 : Théâtre Crosnes, Les Aventures du chevalier du Déclin
- 1998-1999 : Théâtre Tremplin, Amélie au pays des poulbots
- 2008 : Théâtre Tallia, Détours magiques
- 2013 : Professeur de magie au Festival DARC[6]
- 2013 : Théâtre Comédie Saint-Michel, Un ventriloque au pays magique
- 2014 : Théâtre Comédie Saint-Michel, The Ventriloque Magique show
- 2015 : Théâtre Comédie Saint-Michel, Les Fables de la Fontaine

### Spectacles créés
- Magi...Strale
- The One Man chauve
- Super Dog show (3D)
- Super Magic Claude (3D)
- INCROYABLISSIME !
- Conférence sur l'art de la ventriloquie